# Andrena nippon
Andrena nippon är en biart som beskrevs av Osamu Tadauchi och Hirashima 1983. Andrena nippon ingår i släktet sandbin, och familjen grävbin. Inga underarter finns listade i Catalogue of Life.